# Folklórní soubor Velen

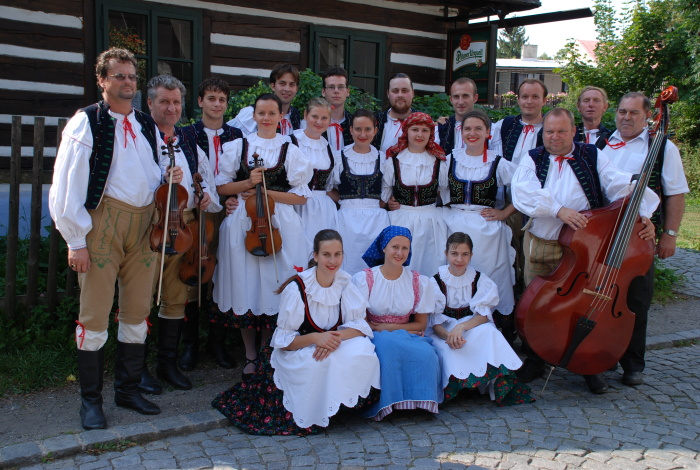
Současná podoba souboru

Boskovický folklorní taneční soubor Velen se od svého založení roku 1951 věnuje lidovým písním, tancům a tradicím z Boskovicka. Prezentuje folklór z boskovické části Drahanské vrchoviny, Malé Hané a východního Horácka v prostých krojích. Svůj název si soubor vybral podle boskovické pověsti o vzniku města Boskovice.

## Něco z historie

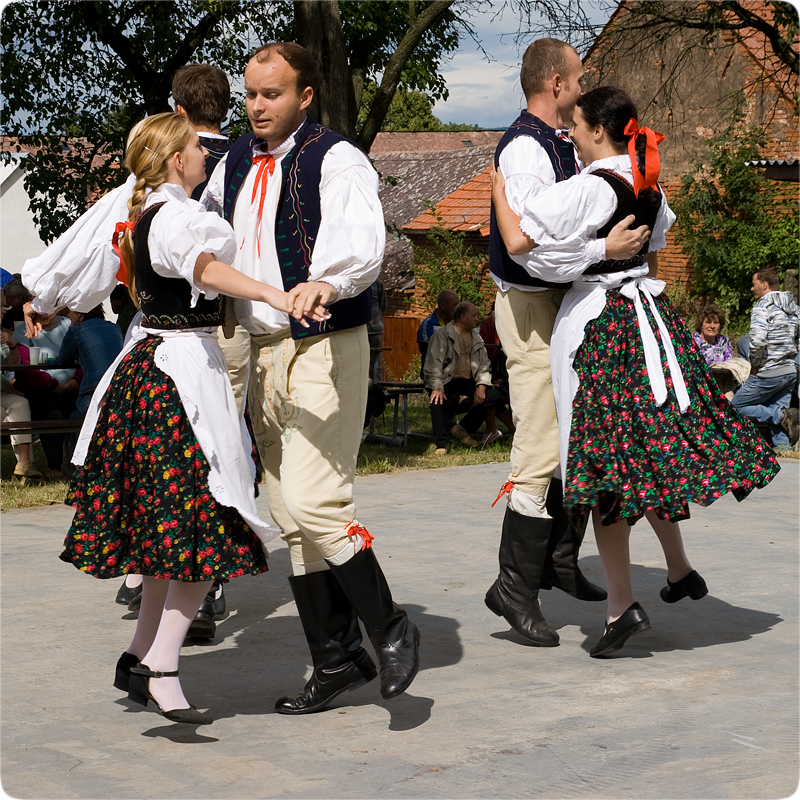
Ukázka z tance „Ševcovská“

Soubor Velen vznikl v roce 1951 jako Soubor písní a tanců při SPgŠ. Jeho zakladatelkou byla profesorka střední pedagogické školy v Boskovicích Marie Bečvářová, která se na mnoho dalších let stala jeho obětavou vedoucí a choreografkou. Některé z tanců, které zapsala a upravila, se tančí v souboru dodnes. Svoji myšlenku vybudovat v Boskovicích lidový soubor jí komplikovala skutečnost spočívající v nedochovaní živého folkloru v oblasti Drahanské vrchoviny a Horácka. Musela tedy navštívit paní Zdenku Jelínkovou, pracovnici Etnografického ústavu v Brně. Velkou zásluhu na zachování písní měl i Vladimír Veselý, který se dlouhá léta věnoval sběratelské činnosti a se souborem spolupracoval. Hrál zde na housle.
Tento původně dívčí soubor, jehož tanečnice byly převážně studentky pedagogické školy, se postupně pro velkou popularitu rozrostl v soubor smíšený, obohacený o chlapce z ostatních boskovických škol. Pilné zkoušení tanečníků se začalo proměňovat v úspěchy.
S pásmem „Horácké motivy“ v roce 1963 vycestoval Velen do Strážnice, kde se zúčastnil tamějších slavností. Sklidil zde velký úspěch, který byl možná impulzem pro vystoupení před komisí z Prahy (byla v ní mimo jiné i Zdenka Jelínková). I zde Velen pokračoval ve stejně úspěšném duchu a pro nadšení komise si vysloužil cestu na první zahraniční zájezd do Francie. Za dobu své, téměř šedesátileté, historie Velen navštívil i mnoho dalších evropských zemí. Např. Německo, Rakousko, Turecko a Dánsko.
Velký zájem o folklor i z řad mladších žáků dal vzniknout přípravce roku 1970. První taneční kroky se zde učili již čtrnáctiletí nadšenci folkloru, pod vedením jedné z tanečnic. Zvratem pro soubor byl rok 1973, kdy paní Bečvářová pro vážnou nemoc nemohla dál ve vedení pokračovat a také rostly požadavky na umělecké zpracování. Své místo v repertoáru si vedle stávajících jednotlivých tanců prosadily i tematické celky. Dodnes Velen tancuje pásma Masopust, Řemesla, Dožínky a Ho mozeke na Kořenco. V písních z Horácka se odráží život tehdejšího lidu - jednou jsou zádumčivé, smutné, jindy zase rozverně veselé.
V polovině 70. let dostal soubor s novým zřizovatelem, SKP Boskovice, také novou muziku, v čele s absolventem konzervatoře, Dušanem Kovaříkem. Ten sestavil velmi kvalitní muziku a tak se začalo dostávat dalším úspěchům. V 80. letech začal Velen pořádat Horácké bály, které si svoji tradici zachovaly až do roku 2004. V roce 1989 změnil opět zřizovatele. Stalo se jím Kulturní zařízení města Boskovice. Na podzim 1991 vznikl pod hlavičkou Velenu dětský folklorní soubor. Své jméno, Borověnka, si vysloužil podle stejnojmenného tance, který děti jako první secvičily. Do Borověnky chodí děti již od šesti let. Roku 2016 Velen oslavil 65. výročí vzniku.

## Repertoár

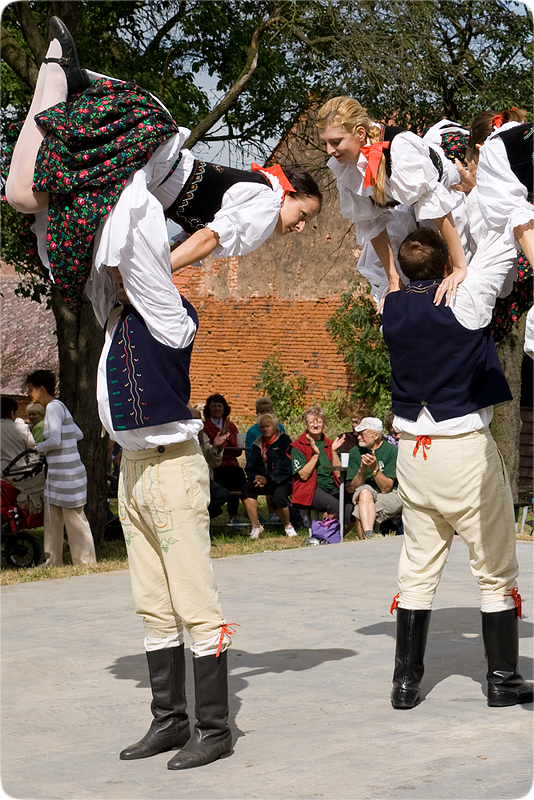
Velká zvedačka v tanci

Převážná většina lidových písní a tanců, které soubor prezentuje, pochází ze sběrů, pořádaných v padesátých letech 20. století Ústavem pro lidovou píseň v Brně. Na vystoupeních se střídají jak temperamentní tance z Drahanska (specifický třasák neboli protivanovská skočná), tak malohanácké tance vznešené. Základem repertoáru jsou již od počátku choreograficky upravené řemeslnické tance z Protivanova, k nimž přibyla další scénická pásma a repertoár doplňují i jednotlivé tance.

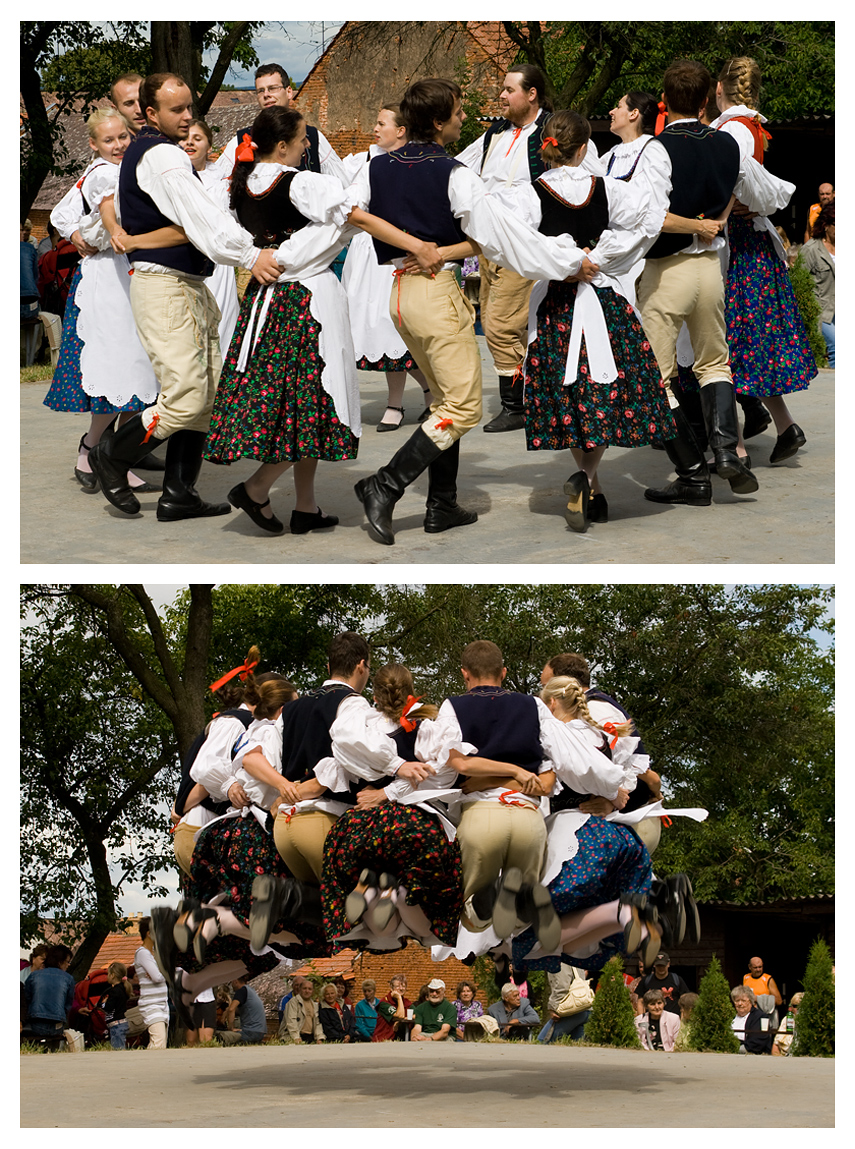
Kolový tanec

### Hudební ukázky
- Řemeslnický tanec "Břitva"
- Horácká kola (1)
- Horácká kola (2)
- Masopust

## Boskovicko
Na jihovýchodě navazuje na turisticky vyhlášenou oblast Moravský kras. K charakteristickým rysům krajiny Boskovicka patří její rozmanitost a malebnost. Na jedné straně úrodné nivy řeky Svitavy a Boskovická brázda, na druhé zase obce ležící pod vrcholy kopců - na východě Drahanské vrchoviny a na západě Českomoravské vysočiny.
Kroj zdejší lid opustil již koncem 19. století a postupně ze života mizely i tradiční obyčeje a folklor. Dodnes se udržují některé výroční obyčeje (např. ostatková obchůzka maškar, stavění máje) a radost se zaposlouchat do zdejších nářečí.

## Kroje
Bližší informace jsou uvedeny v článku kroj a moravské kroje.

### Mužský kroj
Muži nosili košili z bílého plátna s bohatě nabíranými rukávy. Zdobí ji výšivka jednoduchého vzoru na límci a na manžetách. Nejbohatší částí tohoto dobového obleku je bezpochyby hojně vyšitá vesta - kordola. Barvy byla obvykle černé nebo tmavě modré. Krojové kalhoty jsou světle žlutého, až téměř hnědého odstínu. Původním materiálem pro jejich výrobu byla jelenice. V přední části jsou vyšity kvítkovým vzorem. Ke kroji se obouvají pod kolena vysoké černé kožené holínky.

### Ženský kroj
Ženy oblékají k tanci bílou košilku s vyšívaným krejzlíkem. Rukávy jsou, podobně jako u mužů, nabírané a ukončené krajkou. Kordulka je z tmavé látky, zdobená prýmky a bohatou jemnou výšivkou, jak můžeme vidět na obrázcích. Sukně je kašmírová s motivy květů. Přes ni se uvazuje zástěra, také vyšívaná. Pod sukni se obléká malá a velká spodnička. Dívky tančí v nízké obuvi, na rozdíl od mužů.

Ukázky krojů z oblasti Boskovic:
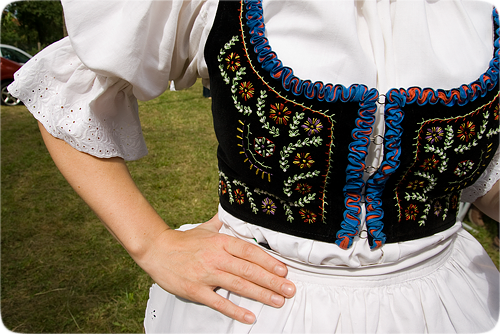
Kordulka
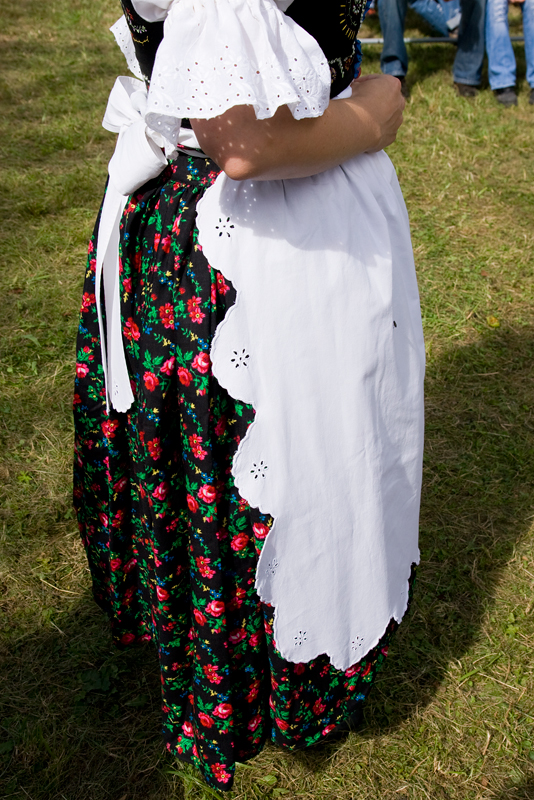
Zástěra
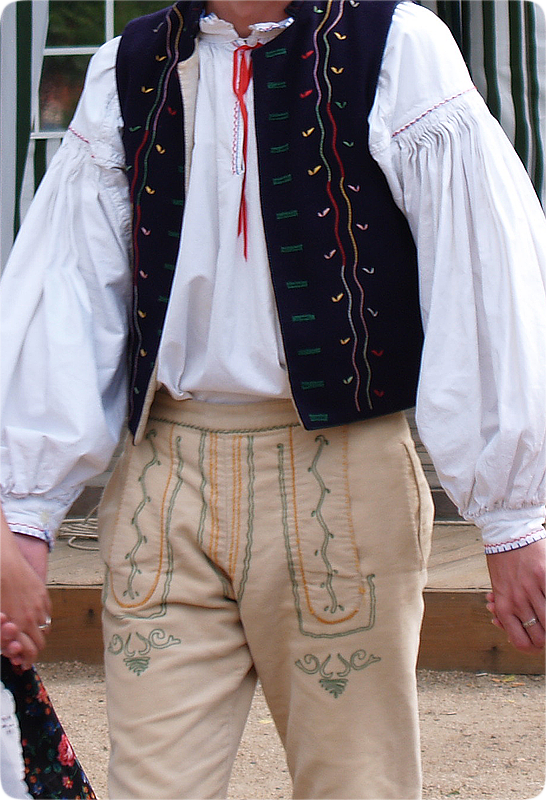
Detail mužského kroje
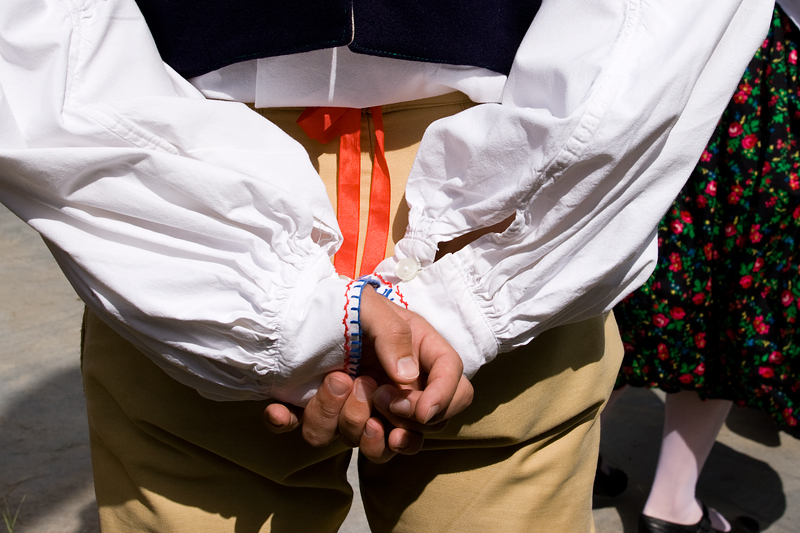
Vyšívané manžety

## Muzika
Součástí souboru je i kapela. Muzika Velenu hraje ve složení: 1. housle, 2. housle, kontry, klarinet, příčná flétna, kontrabas. Za dobu její historie se v ní vystřídalo mnoho kvalitních muzikantů. Za zmínku stojí Dušan Kovařík a Naďa Bláhová, nyní sólistka Národního divadla.